# Zoltán Kemény
Zoltán Kemény (Bănița, 21 marzo 1907 – Zurigo, 14 giugno 1965) è stato uno scultore ungherese.

## Biografia
Dopo aver svolto da adolescente l'apprendistato presso un pittore di insegne, si iscrisse alla Scuola di arti decorative a Budapest.
Nel 1930 si trasferì a Parigi, dove si interessò di architettura e di alta moda.
Durante la seconda guerra mondiale emigrò in Svizzera, dove ricominciò a dipingere pitture ad alto rilievo, dapprima con sabbia e sassi e successivamente con chiodi, bulloni, fili di ferro, viti, ecc.
La cosiddetta pittura a "rilievi in metallo" assunse a volte anche grandi dimensioni, come ad esempio quella per l'Università di San Gallo.
Partecipò alla seconda edizione di Documenta nel 1959 a Kassel, in Germania.
Fu l'unico ungherese a vincere il Gran Premio di scultura alla Biennale di Venezia, nel 1964. 
I suoi lavori si caratterizzarono per le suggestioni dadaiste, per le textures, per gli effetti chiaroscuri, per l'eleganza delle strutture.

## Zoltán Kemény nei musei
- Centro d'arte moderna e contemporanea - (CAMeC), La Spezia
- Fondazione Biscozzi Rimbaud,  Lecce
- Museo Internazionale della Grafica - (MIG), Castronuovo di Sant'Andrea
- Museum of Modern Art - (MOMA), New York
- Kunsthaus di Zurigo  (museo d'arte antica, moderna e contemporanea), Zurigo